# 複素多角形
初等幾何学における複素多角形（ふくそたかっけい、英: complex polygon
）は、通常の多角形が実平面上にあるのに対して、各点の座標が二つの複素数によって指定される「複素平面」、特に複素二次元のヒルベルト空間（ユニタリ内積の定める距離を持つ平面）C2 上にある「多角形」を言う。
確認
複素数は二つの実数 a, b と −1 の平方根である虚数単位 i を用いて a + ib の形に表すことができる（i の実数倍 ib は純虚数 (imaginary number) と呼ばれる）ものであり、よって複素数は実一次元と虚一次元からなる数平面上に載っていて、これをアルガン図によって図示することができるのであった。つまり、ひとつの複素次元は、実と虚の相異なる二種類の空間次元を包摂するものである。
複素平面 C2 は、そのような数平面を互いに（ユニタリ内積に関して）直交するように組み合わせたものであり、したがって実二次元と虚二次元を持つ（空間次元が 4 ある）。
複素多角形は、通常の実多角形の複素版（複素数体上の構造への類似対応物）であり、より一般に任意の複素次元において定義される複素超多面体の一例になっている。
いくつかの複素多角形はその「実共軛」(real conjugate) として、実平面上に図示可能な図形を描くことができる。

## 注